# Ōamishirasato, Chiba
Ōamishirasato (大網白里市 Ōamishirasato-shi) là thành phố thuộc tỉnh Chiba, Nhật Bản. Tính đén ngày 1 tháng 10 năm 2020, dân số ước tính thành phố là 48.129 người và mật độ dân số là 830 người/km2. Tổng diện tích thành phố là 58,08 km2.

## Địa lý

### Đô thị lân cận
- Chiba
  - Shirako
  - Chiba
    - Midori, Chiba

  - Tōgane
  - Mobara
  - Kujūkuri